# Cayapa
Cayapa (Chachi), indijanski narod iz nizinskim džunglama zapadnog Ekvadora na rijeci Cayapas i njezinim pritokama Onzole, Canandé, Sucio, Cojimíes i drugima u provinciji Esmeraldas. Cayape jezično pripadaju velikoj porodici Chibchan, točnije Barbacoan, i srodni su plemenu Colorado ili Tsáchila. Oba ova plemena, Cayapa i Colorado, vjeruju da su porijeklom od naroda s Anda. Cayapa populacija iznosi između tri i pet tisuća.
Agrikultura, ribolov i lov glavni su izvori hrane Cayapa-zajednice. Uzgajaju plantain-banane (vrsta koja se kuha), manioku, jam i drže nešto domaćih životinja. Ribare i sakupljaju školjke, a love i mnoge vrste životinja koje žive u džungli. 
Tipično selo sastoji se od obiteljskih kućanstava raspršenih kroz tropsku šumu uz rijeke i potoke. Tradicionalna kuća često nema zidova nego se sastoji od krovova poduprtih stubovima, i ponekad je podijeljena na dvije sekcije. 
Ženska nošnja danas se sastoji od suknje do članaka a muška od hlača i pamučnih košulja. Tkanje, lončarstvo i drvorezbarstvo glavni su im obrti. 
Religija je mješavina katolicizma i plemenskih vjerovanja. Politički sistem poznaje nasljednog poglavicu.

## Kulturološke razlike između Cayapa i Colorada
Od Colorada razlikuju se u mnogim kulturnim pojedinostima, a zajedničko im je da oba plemena uzgajaju pamuk i koku, da mrtve pokapaju i da kultura pripada kišnoj šumi.
Kod Cayapa u opotrebi je hamak, dok Colorado koriste patforme za ležaj; luk, strijela i kanu dubljen u deblu bio je u upotrebi kod Colorada, ali ne i kod Cayapa. Što se tiće sela i kuće, kod Colorada su se selo satoji o jedne kuće na tlu, dok se selo kod Cayapa sastoji od tri ili četiri nastambe podignutih na drvenim nosačima (pilonima).